# Teleradio Donoso
Teleradio Donoso fue una banda chilena de indie pop formada en 2005. Formada inicialmente por Alex Anwandter (Voz, guitarra, teclados), Martín del Real (guitarra, coros), Juan Pablo Wasaff (batería, coros) y Cristóbal Fredes (bajo), quien fue remplazado por Ignacio Aedo. Sus dos producciones comerciales han sido los álbumes Gran Santiago, lanzado en 2007, y Bailar y llorar, lanzado en 2008.
El 2 de octubre de 2009 se anunció la separación del grupo. Alex Anwandter continuó con una carrera solista, Martín del Real se unió como miembro estable a Ases Falsos (banda anteriormente llamada Fother Muckers), Cristóbal Fredes siguió con su profesión de periodista y Juan Pablo Wasaff siguió tocando como baterista (esta vez en la banda del mismo Alex). A pesar de su corta trayectoria, Teleradio Donoso se convirtió en un hito en la música chilena, alcanzando rápida popularidad y dándole forma a un sonido muy particular para la época (mezcla de indie rock, pop clásico, balada norteamericana y música disco), y su trabajo discográfico sigue siendo comentado y redescubierto en Chile y otros países hasta el día de hoy.

## Biografía

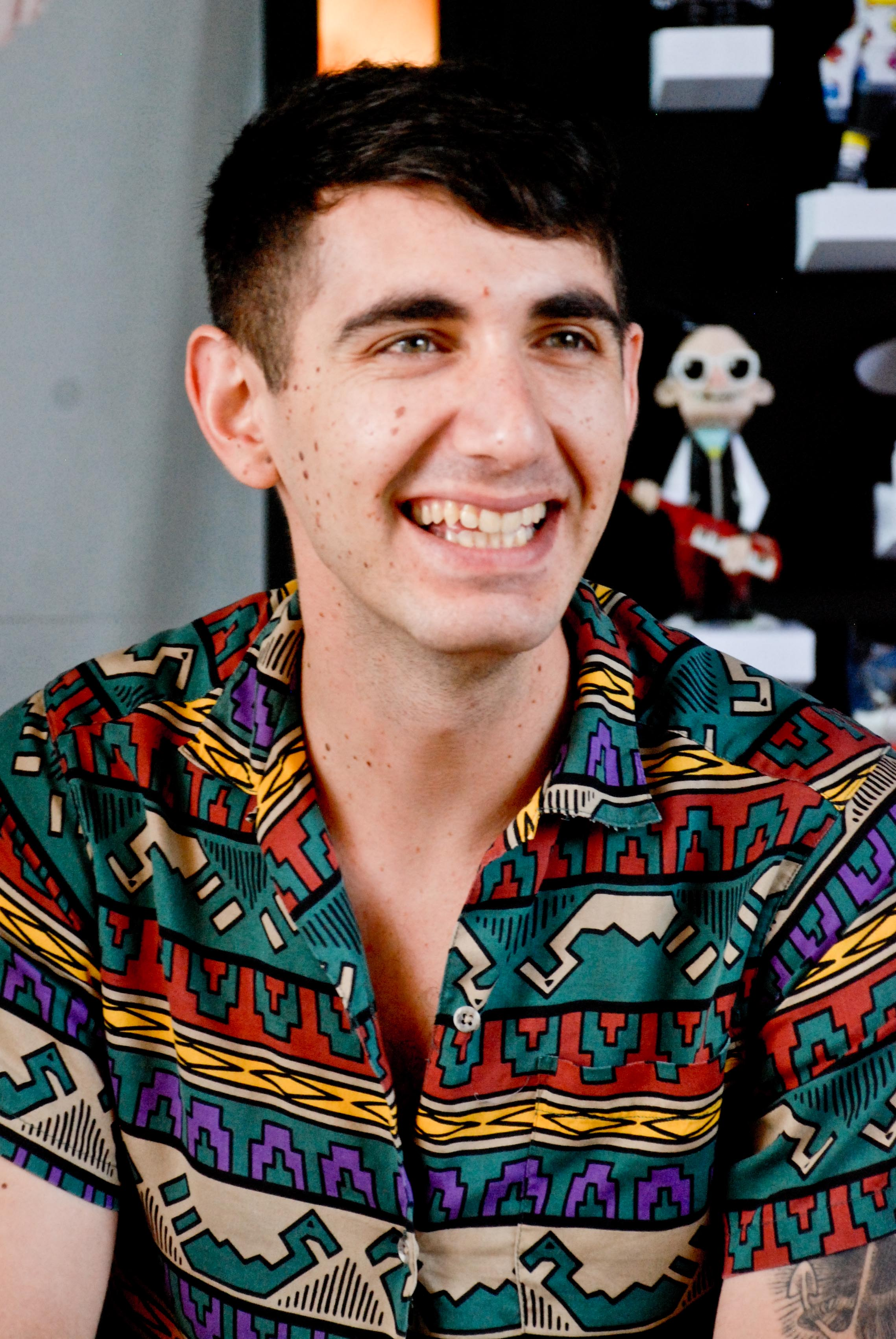
Álex Anwandter, vocalista de Teleradio Donoso.

La banda hizo su aparición en 2005, cuando consiguió ser una de las agrupaciones finalistas del Sexto Festival Nacional de Bandas Jóvenes, organizado por el Centro Cultural Balmaceda 1215. A pesar de que no obtuvo el primer lugar, resultó ser una de las bandas con mayor proyección: ya para 2006, Teleradio Donoso se había convertido en uno de los grupos musicales más comentados y alabados del circuito independiente de la capital chilena.
Las melodías pop y las letras son obra de Alex Anwandter, joven santiaguino admirador de Brian Wilson y los Beach Boys. Desde la adolescencia, Alex venía forjando su vocación con sucesivas clases de violín y composición. Juan Pablo Wasaff y Martín del Real también acumulan formación musical sistemática como alumnos de la Escuela Moderna de Música. La banda es completada por el periodista Cristóbal Fredes.
La banda apareció en la sección En Caliente (dedicada a bandas emergentes) de la edición chilena de la revista Rolling Stone, en su edición de enero de 2007. En la ocasión aparecían diversos datos acerca del grupo, e información acerca del álbum Gran Santiago, que lanzarían meses después.
Las cosas caminaban rápido para ellos. Teleradio Donoso se ganó el derecho a telonear al exlíder del grupo inglés Ride, Mark Gardener, y luego de acompañar en una gira por el sur de Chile al cantante franco-chileno Adanowsky y de tocar en el festival Vive Latino. Pero más importante para la banda fue que su sonido llamó la atención de Carlos Fonseca, el histórico mánager de Los Prisioneros.
Sorpresivamente, y luego de 3 años de numerosas apariciones televisivas, críticas favorables y varios conciertos a su haber, el viernes 2 de octubre de 2009, el grupo anuncia una separación indefinida. Los músicos han señalado que «la banda ya ha cumplido un ciclo» y que esto sirve para dar paso a nuevos proyectos más individuales, pero no descartan la posibilidad de volver a hacer algo juntos en el futuro.

## Miembros
- Juan Pablo Wasaff - batería y coros
- Martín del Real - guitarra y coros
- Alex Anwandter - voz, guitarra y teclados
- Cristóbal Fredes- bajo y coros

## Discografía
Su primera grabación fue un EP autoeditado (Teleradio Donoso, 2005). Sobre melodías suaves se acomodaban allí referencias a ánimos e imaginarios muy peculiares del autor, como en «Pitica» (referida a la antigua vedette chilena Pítica Ubilla) o «Máquinas». El registro contó con la asesoría del ingeniero Carlos Barros, profesor suyo en la Escuela Moderna de Música. La sociedad resultó provechosa no sólo para continuarla en la grabación del siguiente álbum, sino también para facilitar el contacto con Carlos Fonseca, quien aceptó ser mánager del grupo apenas los conoció.
Así, y en paralelo a la preparación del álbum, Teleradio Donoso se ocupó en una ordenada e intensa agenda en vivo, de la cual destacaron sus conciertos con Adanowsky en Santiago y Concepción (marzo de 2007), y su set para el festival Vive Latino 2007. Además, Alex avanza de modo autodidacta en la labor de producción discográfica, de la cual hasta ahora hay pruebas en sus trabajos para Fother Muckers y Adriánigual, además del debut de su propia banda en larga duración.
Gran Santiago (2007), su primer LP, apareció en las tiendas casi un año después de haberse iniciado su grabación, con un set de doce canciones.

## Videografía
- Amar en el campo
- Bailar y llorar
- Eras mi persona favorita
- Gran Santiago
- Máquinas
- Un día te vas
- Pitica
- Cama de clavos
- Éramos todos felices

## Discografía
- Teleradio Donoso (2005)
- Gran Santiago (2007)
- Bailar y llorar (2008)